# Westfield UTC
Westfield UTC, anteriormente conocido como University Towne Centre (UTC), es un centro comercial al aire libre en la comunidad de University City de San Diego, California. El centro comercial está situado justo al este de La Jolla, cerca del campus de la Universidad de California, San Diego. UTC está operado por The Westfield Group, sus tiendas anclas son Macy's, Nordstrom y Sears. El centro comercial UTC también contaba con una tienda Robinsons-May pero cerró en 2006. 
Westfield America, Inc. es un precursor de The Westfield Group, adquirió el centro comercial en 1998 y le cambió el nombre a "Westfield Shoppingtown UTC", pero en 2005 quitaron la palabra "Shoppingtown". 
Westfield compró la tienda Robinsons-May que estaba por cerrar y el derecho de una tienda Macy's en 2006. Actualmente el centro comercial se encuentra en varias etapas de remodelaciones y se planea demoler ambas tiendas y construir en el futuro una nueva tienda Macy's.
Ice Town, una de las pocas pistas de patinaje sobre hielo de San Diego, aún sigue en funcionamiento ubicado en el food court del centro comercial. Hoy en día la pista de patinaje alberga a varios deportes como patinaje sobre hielo, Hockey, Fútbol americano, Béisbol, Soccer, entre otros deportes. 
El complejo de cines University Towne Centre 6 funcionó desde 1979 hasta 1999, y ahora en su lugar se encuentra situado Sports Chalet.

## Tiendas anclas
- Macy's (155,623 pies cuadrados.)
- Nordstrom (121,673 pies cuadrados.)